# Ли Рэйвен
Ли Рэйвен (англ. Leigh Raven, настоящее имя Аманда Вудс (англ. Amanda Woods), род. 11 ноября 1991 года) — американская порноактриса и эротическая фотомодель.

## Биография
Родилась 11 ноября 1991 года в США. Училась в Палома Вэлли Хай Скул (Paloma Valley High School) и в Колледже Чаффе (Chaffey College), где получила степень в области администрирования и управления предприятием. Во время обучения и какое-то время после работала по специальности в сети кофеен The Coffee Bean & Tea Leaf, а также в Apple.
В 2011 году начала работать в качестве эротической фотомодели, снимаясь для таких журналов, как Inked, Marie Claire и других. Из-за множества татуировок привлекла внимание портала SuicideGirls, который назвал её частью своего фонда моделей.
Переход в порноиндустрию произошёл благодаря актрисе и режиссёру Джоанне Энджел, СЕО студии Burning Angel, для которой Ли и снялась в первых сценах. Также снималась для других студий, таких как Evil Angel, Wicked Pictures, Sweetheart Video, Kick Ass, Filly Films, Jules Jordan Video, Kink.com, Tushy, Elegant Angel, Brazzers, Digital Playground и других.
В 2017 году снялась в первой сцене анального секса для студии Tushy в фильме Dominate Me с Миком Блу.
В 2017 году была представлена на AVN Awards в категории «лучшая групповая лесбийская сцена» за роль в фильме Lezzz Be Roommates вместе с Никки Хартс (Nikki Hearts) и Рэйвен Рокетт. Через год, в 2018 году, была представлена на AVN Awards в категории «лучшая лесбийская сцена» за фильм Prison Lesbians 5 (вместе с Никки Хартс). В 2018 году была номинирована на XBIZ Award в категории «лучшая виртуальная сексуальная сцена» за The Smoke Show.
В июле 2018 года была выбрана Pet of the Month журналом Penthouse. За несколько недель до этого отраслевые СМИ сообщили, что Ли Рэйвен подверглась сексуальному насилию во время съёмок, которые проводились 6 марта 2018 года для веб-сайта Black Payback, под управлением режиссёра Just Dave.
На 2018 год снялась более чем в 80 фильмах. Также выступала в качестве режиссёра, снимая фильмы для студии Filly Films, во многих из которых сама снялась в главной роли.

## Награды и номинации

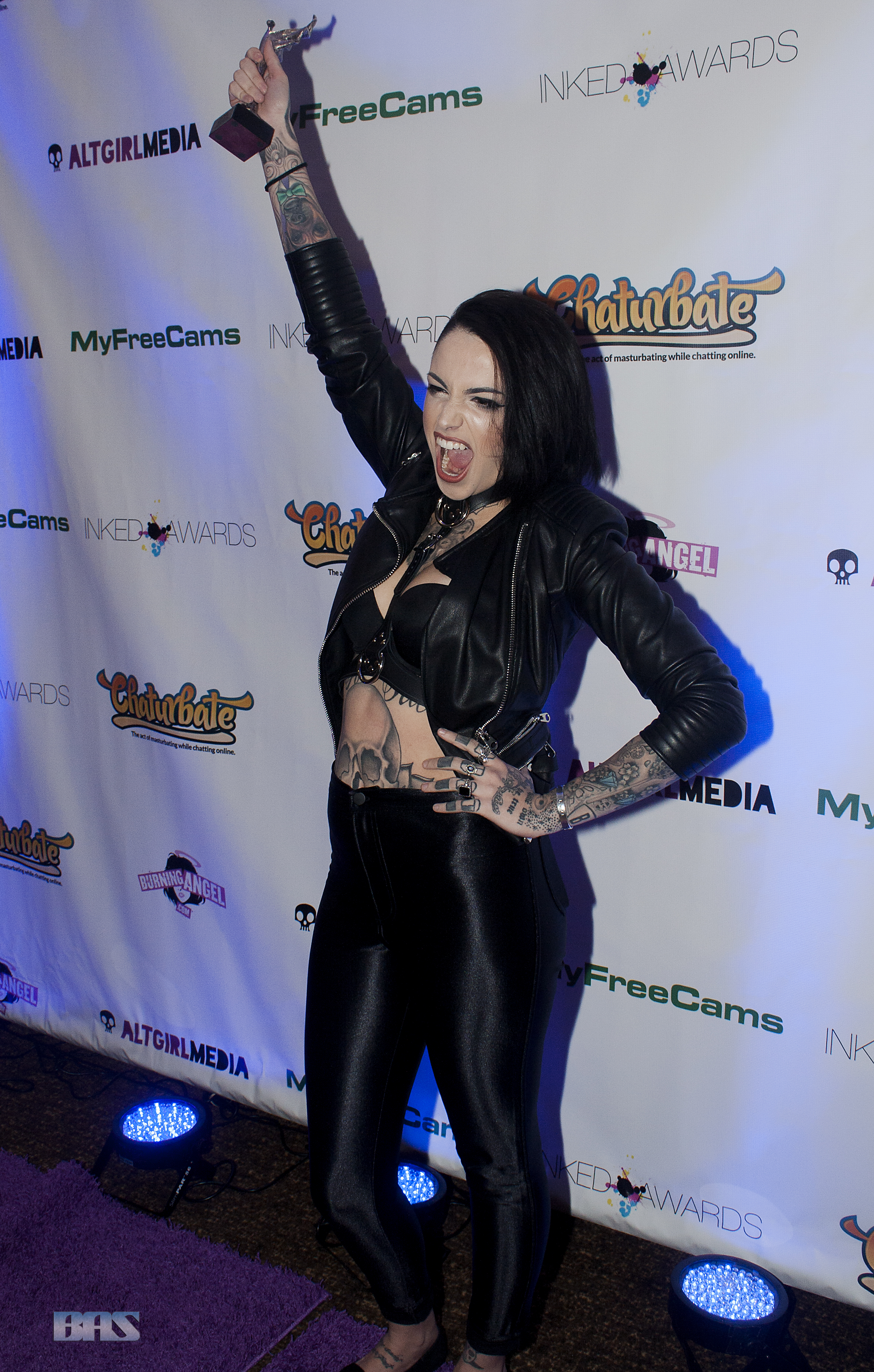

| Год  | Церемония         | Результат | Номинация                                          | Работа                      |
| ---- | ----------------- | --------- | -------------------------------------------------- | --------------------------- |
| 2017 | AVN Awards        | Номинация | Лучшая групповая лесбийская сцена                  | Lezzz Be Roommates          |
| 2017 | Inked Awards      | Номинация | Лучшая групповая сцена                             | Cindy Queen of Hell         |
| 2018 | AVN Awards        | Номинация | Лучшая лесбийская сцена                            | Prison Lesbians 5           |
| 2018 | Spank Bank Awards | Победа    | Бондаж-артист года                                 | н/д                         |
| 2018 | Spank Bank Awards | Номинация | Мастурбатор года                                   | н/д                         |
| 2018 | Spank Bank Awards | Номинация | Татуированная искусительница года                  | н/д                         |
| 2018 | XBIZ Award        | Номинация | Лучшая сцена секса в виртуальной реальности        | The Smoke Show              |
| 2018 | AltPorn Awards    | Победа    | Приз зрительских симпатий — исполнительница года   | н/д                         |
| 2018 | Inked Awards      | Номинация | Сцена года                                         | Creamy Teens                |
| 2018 | Inked Awards      | Номинация | Лучшая сцена группового секса                      | Two Girl Anal Three Way     |
| 2018 | Inked Awards      | Номинация | Приз зрительских симпатий — лучшая киска           | н/д                         |
| 2019 | AVN Awards        | Номинация | Лучшая скандальная сцена секса                     | Leigh Raven Prove Something |
| 2019 | AVN Awards        | Номинация | Приз зрительских симпатий: самая эпическая задница | н/д                         |
| 2019 | XBIZ Award        | Номинация | Лучшая актриса второго плана                       | Fallen II: Angels & Demons  |
| 2019 | XBIZ Award        | Номинация | Лучшая сексуальная сцена у главного героя          | Fallen II: Angels & Demons  |

## Избранная фильмография
- Axel Braun’s Inked 3,[21]
- Creamy Teens,[22]
- Deep Throat League 5,[23]
- Evil Squirters 4,[24]
- Inked Nation,[25]
- Kayden Loves Girls,[26]
- Lesbian Anal Virgins,[27]
- Menage A Tranny,[28]
- Raw 30,[29]
- School of Black Cock 3[30]
- Turning Girls Out 2[31].